# Nazionale femminile di pallacanestro della Moldavia
La nazionale di pallacanestro femminile della Moldavia, selezione delle migliori giocatrici di pallacanestro di nazionalità moldava,  rappresenta la Moldavia nelle competizioni internazionali femminili di pallacanestro organizzate dalla FIBA. È gestita dalla Federazione cestistica della Moldavia.

## Storia

### Nazionale Unione Sovietica (1946-1991)
Nel periodo compreso tra il 1946 ed il 1991, ha fatto parte dell'Unione Sovietica.

### Squadra Unificata (1992)
Nel 1992 è stata inclusa nella CSI, sotto le cui insegne ha partecipato alla Olimpiade di Barcellona.

### Nazionale moldava (dal 1992)
Non ha mai partecipato ai Giochi Olimpici né ai Campionati Mondiali, ha partecipato due volte ai Campionati Europei a metà degli anni '90.

## Piazzamenti
Europei
- 1995 - 6°
- 1997 - 7°

Europei dei piccoli stati
- 2006 -  3°
- 2010 - 4°
- 2012 - 8°
- 2016 -  3°
- 2018 - 7°

## Formazioni

### Europei
Campionato europeo femminile di pallacanestro 19954 Cazac, 5 Milchina, 6 Macovchina, 7 Suetina, 9 Chipakina, 10 Balitcaia, 11 Cotiga, 12 Nedilea, 13 Ryzhova, 14 Shpitzindel, 15 Svisceva,        All. Anatolij Petrosjan
Campionato europeo femminile di pallacanestro 19974 Cazac, 6 Macovchina, 7 Banar, 8 Malinovskaia, 9 Chipakina, 10 Crasnoscioc, 11 Suetina, 12 Nedilea, 13 Ryzhova, 15 Svisceva,        All. Anatolij Petrosjan

### Europei dei piccoli stati
Campionato europeo FIBA dei piccoli stati Women 20125 Socolov, 7 Tirziman, 8 Lavric, 9 Vicneanscaia, 10 Nedranco, 11 Sereda, 12 Causan, 13 Danilova, 14 Gontari, 15 Kuznetov,        All. Vasile Scutelnic

## Nazionali giovanili
- Selezioni giovanili della nazionale di pallacanestro della Moldavia